# Alessandro Volta
 For alternative betydninger, se Volta. (Se også artikler, som begynder med Volta)
Alessandro Giuseppe Antonio Anastasio Volta (født 18. februar 1745 i Como, Lombardiet, Italien, død 5. marts 1827 i Como, Lombardiet, Italien) var en italiensk fysiker, som er internationalt kendt for især at have udviklet det elektriske batteri.

## Biografi
Som barn blev Alessandro Volta sendt på jesuit-skole, idet hans forældre, Filippo Volta og Maria Maddalena Inzaghi, ønskede at han skulle blive jesuit.
I 1774 blev han fysiker på den royale skole i sin hjemby Como. Han havde altid drømt om at studere elektricitet, og som ung studerende skrev han et digt på latin, om sine intentioner og om elektricitet i det hele taget.
I 1775 forbedrede Volta elektroforet, et apparat som fremstiller ladninger af statisk elektricitet. I perioden 1776-1777 studerede han gasarter, hvilket førte til opdagelsen af metangas. Senere i 1779 blev Volta professor i eksperimentalfysik på universitetet i Pavia. Han giftede sig i 1794 med Teresa Peregrini (datter af grev Ludovico Peregrini) med hvem han fik tre sønner.
I 1800 udtænkte Volta den såkaldte Voltasøjle, som er forløberen for det elektriske batteri. Volta fastsatte, at det mest effektive par ulige metaller at producere strøm med, er zink og sølv.
Efter at have erobret Lombardiet gjorde Napoleon, som følge af Voltas fascinerende opdagelser, ham til greve og senator i 1810. Volta trak sig som 74-årig tilbage fra sit hverv i 1819. Efter sin død i 1827 (som 82-årig) blev Volta begravet i sin fødeby Como. Nær Como-søen ligger nu et museum, det såkaldte Tempio Voltiano, som foreviser hans opfindelser og fortæller om hans opdagelser.
Måleenheden for elektrisk spænding volt, som blev etableret i 1881, er opkaldt efter Alessandro Volta.